# Raised Fist
Raised Fist est un groupe de punk hardcore suédoise, originaire de Luleå. Formé en 1993, le groupe s'inspire initialement d'autres groupes tels que Gorilla Biscuits et Youth of Today.

## Biographie
L'idée derrière le nom Raised Fist provient de la chanson Know Your Enemy du groupe Rage Against the Machine, dans laquelle la phrase « Born with an insight and a Raised fist .... » peut y être entendue,. Le groupe acquiert sa notoriété (il est apparu notamment au Festival de Roskilde) grâce à son style musical agressif et sa présence sur scène.
Actuellement sur le label Burning Heart Records, Raised Fist compte cinq membres dont, depuis l'album Sound of the Republic, un nouveau batteur en la personne de Matte Modin, ancien batteur du groupe de black metal suédois Dark Funeral. Raised Fist enregistre en juin 1994 son premier extended play intitulé You're Not Like Me, puis en juin 1996, Stronger than Ever. Sur ces albums, le groupe et le chanteur Alexander Rajkovic, « dégagent leur puissance dans cette aventure hardcore, avec le même état d'esprit et d'énergie que les groupes de Boston et de Washington D.C.. » Fin de l'année 1998, le groupe fait son retour avec l'album intitulé Fuel, qui a plutôt été bien accueilli.
Le 10 avril 2006, Raised Fist enregistre Sound of The Republic, produit par Daniel Bergstrand. « Cet album totalement différent des anciens, mélangeant un son beaucoup plus metalcore où avec détermination et plus que jamais, le groupe augmente la brutalité de leur hardcore avec leur nouvelle recrue à la batterie, Matte Modin (Dark Funeral) ». En 2009, le groupe publie son cinquième album intitulé Veil of Ignorance. L'album atteint la 29e place aux classements musicaux finlandais, et à la 22e place des classements musicaux suédois.
En 2015, le groupe publie un nouvel album studio, intitulé From the North.

## Discographie

### Albums studio
- 1994 : You're Not Like Me
- 1996 : Stronger than Ever
- 1998 : Fuel
- 2000 : Ignoring the Guidelines
- 2002 : Dedication
- 2006 : Sound of the Republic
- 2009 : Veil of Ignorance
- 2015 : From the North
- 2019 : Anthems

### Compilations
- 2001 : Watch Your Step

## Membres

### Membres actuels
- Alexander « Alle » Hagman - chant
- Jimmy Tikkanen - guitare
- Daniel Holmgren - guitare
- Andreas « Josse » Johansson - basse
- Matte Modin - batterie

### Anciens membres
- Marco Eronen – guitare
- Oskar Karlsson – batterie
- Peter « Pita » Karlsson – batterie
- Petri « Pecka » Rönnberg – guitare
- Peson – guitare